# Los Auténticos Decadentes
Los Auténticos Decadentes es una banda argentina de ska formada el 13 de septiembre de 1986 por Cucho Parisi, Nito Montecchia y Gastón Francés Bernardou. Si bien su principal género es el ska, la banda suele tocar una cantidad múltiple de géneros (como el pop, la cumbia, el cuarteto, el candombe, el bolero, el rock and roll, etcétera) y fusionarlos, formando así un sonido único. Es considerada como una de las bandas de música más populares de Argentina. 
Ha recibido el apoyo de grandes figuras como Luca Prodan, David Byrne, Manu Chao, Andrés Calamaro, Julieta Venegas, Kapanga, Fernando Ruiz Díaz, Rubén Albarrán, Fito Páez  (homenajea a la banda mencionándolos en su canción «Tiempo al tiempo»), y otros artistas nacionales e internacionales, por su extensa trayectoria, la calidad de sus obras, su popularidad y su masivo poder de convocatoria. 
Sus canciones (con letra modificada) se cantan en los estadios de fútbol por las "hinchadas" de todo el continente. El domingo 8 de diciembre de 1992 tocaron en el Estadio José Amalfitani, del club Vélez Sarsfield antes que los brasileños Os Paralamas do Sucesso y los estadounidenses The B-52's, que estaban en la cumbre de su carrera. En años posteriores lograron un éxito en México muy importante, tocando en 2006 en el Palacio de los Deportes y dos veces en 2007 en el Teatro Metropolitan. Algunas de sus canciones son ya clásicas en la vida nocturna argentina, como «Corazón», «Loco (tu forma de ser)», «El gan señor», «Cómo me voy a olvidar», «Entregá el marrón», «El murguero (Tu-Tá-Tu-Tá)», «Los piratas», «La guitarra», «Un osito de peluche de Taiwán», «La prima lejana», «Somos», «Besándote», «El dinero no es todo», «El pájaro vio el cielo y se voló» y «Vení Raquel».
En 2007, festejando sus veinte años como banda, tocaron en el Luna Park de Buenos Aires y grabaron un DVD en vivo que se editó con el nombre de Somos. El 31 de marzo de 2012, celebraron una vez más en el estadio Luna Park sus veinticinco años en conjunto.
En el festejo del 30 aniversario el 17 de noviembre de 2017, cerraron su gira latinoamericana en el Foro Sol de la Ciudad de México ante 65 000 seguidores. Su último disco, Fiesta nacional (MTV Unplugged), llevó más de 30 000 personas en su gira latinoamericana sumando cinco auditorios nacionales en Ciudad de México y recibiendo discos de Oro y Platino en Argentina y México.

## Historia

### Formación y comienzos
En 1986, el centro de estudiantes, (Presidido por José Scarano y Claudio Iakylevich), del Colegio Nacional N.º 10 José de San Martín de Almagro, organizaron una peña. Gustavo Parisi, Gustavo "Nito" Montecchia y Gastón "El Francés" Bernardou llamaron a Jorge Serrano (primo de Nito), por entonces guitarrista de Todos Tus Muertos. Este a su vez contactó a Daniel Zimbello, un amigo del barrio. El sábado 13 de septiembre grupo que salió a escena lo integraron Cucho en voz; Jorge y Daniel en guitarras; el Bassman, bajista del Bajo Flores en bajo; Nito en batería; Gastón en percusión y "Beto" en teclados. Este último solo tocó en ese primer recital. Los temas que tocaron en ese show fueron "Divina Decadencia", "Loco (tu forma de ser)", "Skabio", "El Jorobadito" y un "Rockabilly". Todas estas canciones fueron repetidas a pedido del público.

### 1987-1992: Primeras grabaciones
Para grabar su disco debut se sumaron Braulio D'Aguirre (posterior baterista de Los 7 Delfines, acreditado en este primer material de los Decadentes como Braulio “Barulio” Aguirre) en batería; Gabriel  “Chiflo” Sánchez (posterior saxofonista de La Renga) en saxofón; Guillermo Ricardo “Capanga” Eijo en trompeta; Diego Hernán Demarco en guitarras; Eduardo Alberto “Animal” Trípodi en percusión, y Pablo Exequiel Armesto en bajo. La banda recibía 1989 con la salida de El milagro argentino. Este disco contenía todos los temas mencionados anteriormente más otros como Vení, Raquel y Entregá el Marrón. El tema Divina Decadencia estaba como último track en la edición original en vinilo y casete, pero por un error no apareció en la lista de temas de estos, falla corregida posteriormente en la versión CD.
Poco tiempo después del disco debut, la discográfica lanza un EP con 8 tracks (actualmente descatalogado) en vinilo y casete. Este disco se llamó El Nuevo milagro, e incluyó versiones en vivo de Vení, Raquel, Entregá el Marrón y Loco (Tu Forma de Ser) además de Divina Decadencia, un megamix, la versión original de Vení, Raquel y 2 temas más originales del primer disco.
Para 1991, el multitudinario combo edita ¡Supersónico!, en el que se destacan los éxitos Ya Me Da Igual y La Bebida, el Juego y las Mujeres. Dos años más tarde sale a la venta Fiesta monstruo, que contó con los éxitos La Marca de la Gorra y Siga el Baile, originalmente grabado por Alberto Castillo y con el mismo Castillo como invitado. De este mismo material contaría como invitados como Gamexane (guitarrista de Todos Tus Muertos), Miguel Zavaleta y Pipo Pescador. Para ese entonces, el grupo contaba con nuevos miembros: Pablo Marcelo “Patito” Cabanchik en saxo; Martín Alejandro “Mugre” Pajarola en batería y Martín Damián “La Mosca” Lorenzo en percusión.

### 1995-2004: Éxitos y consagraciones
1995 sería un año clave para Los Auténticos Decadentes, ya que con el lanzamiento de Mi Vida Loca, se les abrieron las puertas de Sudamérica. La placa contenía éxitos tales como «La Guitarra», «El Murguero (Tu-Tá-Tu-Tá)», «Corazón» y «Diosa», entre otros. El 13 de septiembre de 1996 la banda llegó a sus 10 años y los festejó tocando con Attaque 77, Todos Tus Muertos y Alberto Castillo. En 1997, con Mariano Ramón Francheschelli en batería en lugar de Pajarola, la formación se dispuso a entrar en estudio para grabar su nueva placa Cualquiera Puede Cantar, producida por la banda y por Gustavo Borner. Como invitados, se destacan el músico, productor y ex Arco Iris, Gustavo Santaolalla y Fabián Fernando “El Suizo” Sayans (quien puso su voz en el éxito «Cyrano», de su autoría). El disco llega a platino gracias a temas y videos de la talla de «Los Piratas», «Cómo Me Voy a Olvidar», y «El Gran Señor» (todos en el primer puesto de MTV). Ese mismo año, salió Red Hot+Latin, compilado para recaudar fondos contra el sida. LAD grabó junto a la banda Todos Tus Muertos el tema «Gente que no», canción que ambas bandas, por separado, tocaban desde sus principios.
En 1998, la banda arribó al Estadio Obras Sanitarias y tocó también en el Estadio Monumental de Chile, en Uruguay, en Paraguay, Bolivia, Perú, Venezuela, Estados Unidos y España, lugar donde grabaron una versión de «La Guitarra» junto a Andrés Calamaro. En 2000, la banda tocó en el estadio de River Plate junto a la Mona Jiménez y Kapanga en el marco del ciclo Buenos Aires Vivo. Ese año, el multitudinario combo cambió de saxofonista, —se va Cabanchick, y entra Pablo Rodríguez— y editó un nuevo disco de estudio, titulado Hoy trasnoche, que fue presentado en el Estadio Obras Sanitarias (de ese mismo disco surgen éxitos como «El Dinero No Es Todo», «No Puedo» y «Besándote»).
En septiembre de 2001, la banda llegó a sus 15 años y los festeja con shows en El Teatro, con Attaque 77 y Andrés Calamaro. Ese año, LAD editó un compilado de grandes éxitos, cuyo nombre es Los reyes de la canción. Además de las clásicas grabaciones de los anteriores tres discos de estudio, el mismo incluyó nuevas versiones de temas de sus primeros tres discos. («La Bebida, el Juego y las Mujeres», «Auténtica», «Vení, Raquel», y «Skabio» —convertida de canción pseudo-ska a canción punk—). En 2002 se incorpora Claudio Carrozza en teclados.
Para 2003, el grupo tocó en el primer festival Quilmes Rock y editó un nuevo disco de estudio: Sigue tu camino, del que se desprenden algunos de los éxitos más modernos como «Un Osito de Peluche de Taiwán», «Viviré por Siempre», «Pendeviejo», «La Prima Lejana» y el tema que le da nombre al álbum. Al año siguiente actuó en el Cosquín Rock y editó un disco en vivo titulado 12 vivos, que contiene temas grabados en diferentes actuaciones: en Obras en 1998, en El Teatro, en motivo de sus 15 años (en 2001) y en el Monumento Nacional a la Bandera, en Rosario.

### 2005-2013:Club Atlético DecadenteeIrrompibles
En 2005 recibieron el Premio Konex - Diploma al Mérito por su trayectoria musical. También en ese mismo añose presentan en Asunción del Paraguay en el marco del Pilsen Rock Festival III ante 80 000 personas en el Jockey Club, junto con otras bandas de gran renombre como No Te Va Gustar (Uruguay), Rata Blanca (Argentina), Cidade Negra (Brasil), La Mosca (Argentina) y nombres destacados de la escena roquera en Paraguay (Flou, Rolando Chaparro, S.K.A., Aura, Gaia, Revólber)
En 2006 se editó otro disco de la banda: Club Atlético Decadente, del que salieron como sencillos "Somos", "Confundido", "Veo" y "Me tiro a la basura", esta última con la colaboración de Gustavo Cordera. Para la primera semana de noviembre de 2008 sale además el primer DVD de la historia de Los Auténticos Decadentes, "Somos", registrado en el Luna Park con todos sus éxitos en vivo como "Los piratas", "Corazón", "Pendeviejo", "La guitarra", y "El Murguero (Tu-Tá-Tu-Tá)", entre otros con invitados como Adrián Dárgelos de Babasónicos y Javier Herrlein de Catupecu Machu. Viene además con un bonus de una hora con un recorrido por los 20 años de la banda.

En 2009 sacan un compilado de hits y cover titulado "Lo mejor de lo peor". También en este año sale Alamut el disco solista de Jorge "Perro viejo" Serrano, que cuenta con el corte difusión "Fósforo". 

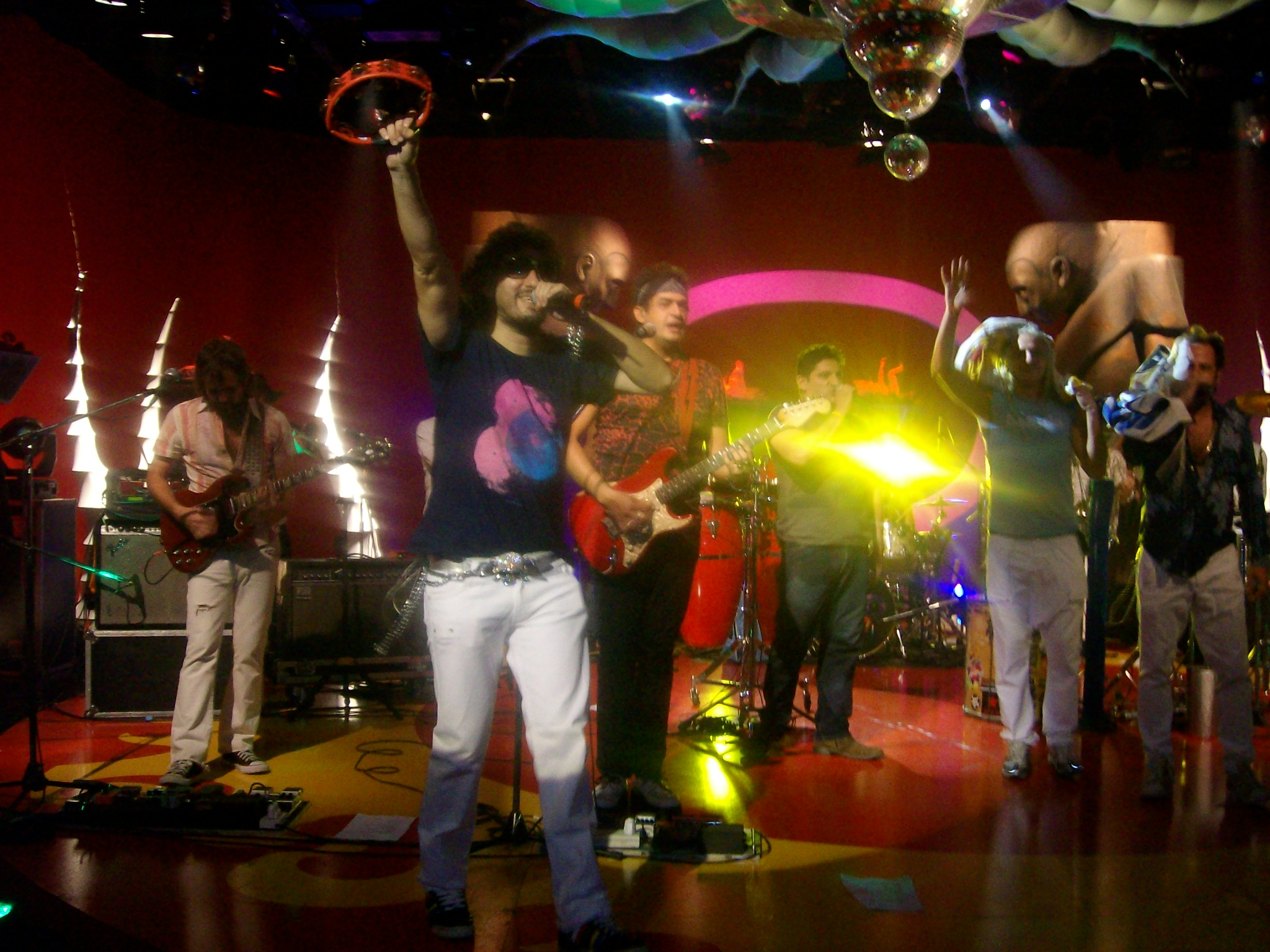
Los Auténticos Decadentes en Estudio 69, dando un show televisivo, año 2010.

En 2010 sacan Irrompibles con un sonido mucho más actual y variado. Con cuatro cortes de difusión: "Los machos" en Argentina, "Distrito Federal" en México, "Tribus urbanas" en ambos y "La fórmula" en toda Latinoamérica. Este disco cuenta con una variada lista de temas y estilos musicales como Disco, Reggae, Cuarteto (con la participación de La Mona Jiménez), Ranchera y Caribe, entre otros. También cuenta como invitados a Adrián Dárgelos, Fidel Nadal y Emmanuel Horvilleur.
A finales de 2011 graban en el Palacio de los Deportes de la Ciudad de México un disco en vivo titulado Hecho en México por su aniversario 25; participan con ellos Julieta Venegas, Quique Rangel (Café Tacvba), Babasónicos, No te va gustar, Fernando Ruiz Díaz (Catupecu Machu) y los Kapanga, el show duró 1 hora y 20 minutos, un día antes también tocaron en el mismo sitio y el show duró 2 horas. Para el 2012 presentan su show 25 aniversario en Luna Park el 31 de marzo repasando todos sus éxitos.
A comienzos del año 2013, participaron en el festival más importante de Latinoamérica, el festival de Viña del Mar, realizado en el país vecino de la banda, Chile, posterior a esto, entre ese año y el siguiente realizaron una gran cantidad de shows allí, ya sea para el festival o shows propios como el realizado en el Teatro Caupolicán.

### 2014-2020:La Banda Siguey shows multitudinarios
A fines del año 2014 lanzaron el álbum de estudio titulado Y la banda sigue, el álbum incluye colaboraciones especiales de artistas muy disímiles como el tanguero Cacho Castaña, la murga Agarrate Catalina, el músico Daniel Melero y miembros de las bandas No Te Va Gustar, Kapanga, Los Sultanes, entre otras. En 2015, la banda recibió su segundo Premio Konex, esta vez el distinguido Konex de Platino como Mejor Grupo de Pop, junto al grupo Babasónicos
En agosto de 2016, se presentaron en el Luna Park, celebrando sus 30 años de existencia con invitados y, como era de esperarse, mucha fiesta y baile, dejando en claro la importancia que tienen en la cultura argentina. En octubre de ese mismo año, Musimundo y la banda anuncia la promo del mes en el Día de la Madre, desde la Televisión, Radio, Diarios y revistas de este catálogo en la Argentina y con el tema de la canción Enciendan Los Parlantes.
En febrero del 2017 se presentan en el Festival Internacional de la Canción de Viña del Mar, nuevamente, en un exitoso show cargado de sus más famosos temas, obteniendo así la famosa Gaviota de Plata y de Oro. Además, el percusionista de la banda, Gastón Bernardou, fue parte del Jurado.
El 24 de mayo de 2018, sumaron su nombre a la lista de artistas latinoamericanos que lograron participar de los especiales de MTV Unplugged con la grabación del directo Fiesta nacional (MTV Unplugged). 
A lo largo de todo el año 2019, el grupo realizó una nueva gira internacional titulada "La Fiesta Nacional", la cual contó con presentaciones en países como Argentina, Chile, México, Colombia, Perú, Uruguay entre otros.

### 2021-presente:Capítulo ADNy 35° Aniversario
Con un lapso de dos años, lanzaron un nuevo álbum de estudio separado en tres capítulos con ocho temas cada uno. El primero fue el Capítulo A, lanzado en 2021, que contó con colaboraciones de artistas como Ruben Rada, Los Pericos, Natalia Lafourcade, Attaque 77, entre otros. En septiembre de ese año, se presentaron en el Estadio Obras Sanitarias con la cuestión de festejar su aniversario número 35°, el show fue sold-out. En el show participaron Jorge Serrano, Diego Demarco, Francés Bernardou, La Moska Lorenzo, Eduardo “Animal” Trípodi, Nito Montecchia, entre otros. Entre los meses octubre y diciembre también hicieron shows en Lima y cinco ciudades de México.
Posteriormente el grupo lanzó el álbum Capítulo D, en 2022, el cual tuvo sencillos con artistas y grupos como Los Palmeras, León Gieco, Ulises Bueno, Miranda!, entre otros artistas. El 16 de julio de ese año, se presentaron en el Palacio de los Deportes ante más de 22.000 personas en cuestión de sold-out. En agosto de ese mismo año, se volvieron a presentar en el Estadio Luna Park a nivel sold-out. Al show asistieron artistas como Roberto Pettinato, Luciano Giugno, Pipo Cipolatti, entre otros.

## Integrantes

#### Miembros actuales
- Gustavo "Cucho" Parisi — Voz principal (1986-presente)
- Jorge "Perro viejo" Serrano — Voz y guitarras (1986-presente)
- Diego "Cebolla" Demarco — Guitarra y voz (1987-presente)
- Gustavo "Nito" Montecchia — Guitarra (1986-presente)
- Gastón "Francés" Bernardou — Percusión (congas) (1986-presente)
- Pablo "Chevy" Armesto — Bajo (1987-presente)
- Mariano "Negro" Franceschelli — Batería (1998-presente)
- Martín "Mosca" Lorenzo — Percusión y voz (timbales) (1988-presente)
- Eduardo "Animal" Trípodi — Percusión (zurdo) (1987-presente)
- Pablo "Flaco" Rodríguez — Saxofón (2000-presente)
- Daniel "La Tierna" Zimbello — Trombón (1986-presente)
- Guillermo "Capanga" Eijo — Trompeta (1987-presente)
- Claudio "Brother" Carrozza — Teclados (2002-presente, como invitado permanente)[24]

#### Exmiembros
- Pablo “Patito” Cabanchik - Saxofón (1991-1999)
- Gabriel "Chiflo" Sánchez - Saxofon (1987-1991)
- Alberto "Superman" Troglio - Batería (1997-1997)
- Martín "Mugre" Pajarola - Batería (1988-1997)
- Braulio "Barulio" D'Aguirre - Batería (1986-1988)
- Marcelo "el negro Sting" Murzabal - Batería (1986-1986)
- "El Bassman" Areán - Bajo (1986)
- "Beto" - Teclados (1986)

## Discografía

### Álbumes de estudio
- 1989 — El milagro argentino
- 1991 — ¡Supersónico!
- 1993 — Fiesta monstruo
- 1995 — Mi vida loca
- 1997 — Cualquiera puede cantar
- 2000 — Hoy trasnoche
- 2003 — Sigue tu camino
- 2006 — Club Atlético Decadente
- 2010 — Irrompibles
- 2014 — Y la banda sigue
- 2021 — ADN: Capítulo A
- 2022 — ADN: Capítulo D
- 2023 — ADN: Capítulo N

### Álbumes en vivo
- 2004 — 12 vivos
- 2008 — Somos en el Luna Park
- 2012 — Hecho en México: 25 Aniversario
- 2018 — Fiesta nacional (MTV Unplugged)
- 2020 — Foro Sol - 17 Nov 2017 CDMX (En Vivo)

### Álbumes recopilatorios
- 2001 — Los reyes de la canción
- 2006 — Obras cumbres
- 2009 — Lo mejor de lo peor